# Rubén Iranzo
Rubén Iranzo Lendínez (Picanya, Valencia, España, 14 de marzo de 2003) es un futbolista español que juega como defensa en el Valencia CF Mestalla de la Segunda División RFEF.

## Trayectoria

### Valencia CF
Nacido en Picanya, en Valencia, se une a la cantera del Valencia CF en 2011 procedente del Javi Garrido CF. El 8 de junio de 2021, tras finalizar su etapa juvenil, firma su primer contrato profesional renovando hasta 2025 y asciende filial en la recién creada Tercera División RFEF.
Debuta con el filial el 18 de septiembre de 2021, entrando como suplente en una victoria por 4-0 frente al CD Olímpic. El siguiente 20 de diciembre debuta profesionalmente con el primer equipo, sustituyendo a Cristiano Piccini en una victoria por 4-3 frente al Levante UD en la Primera División.

### Internacional
Iranzo ha representado a España en las categorías sub-16, sub-17, sub-18 y sub-19.

## Clubes
| Club                 | País   | Año             |
| -------------------- | ------ | --------------- |
| Valencia CF Mestalla | España | 2021-Actualidad |
| Valencia CF          | España | 2021-Actualidad |